# Еуґеніуш Кієвський
Еуґеніуш Кієвський (пол. Eugeniusz Kijewski, 25 квітня 1955) — польський баскетболіст.
Учасник Олімпійських Ігор 1980 року.